# Miesenbach (Ramstein-Miesenbach)

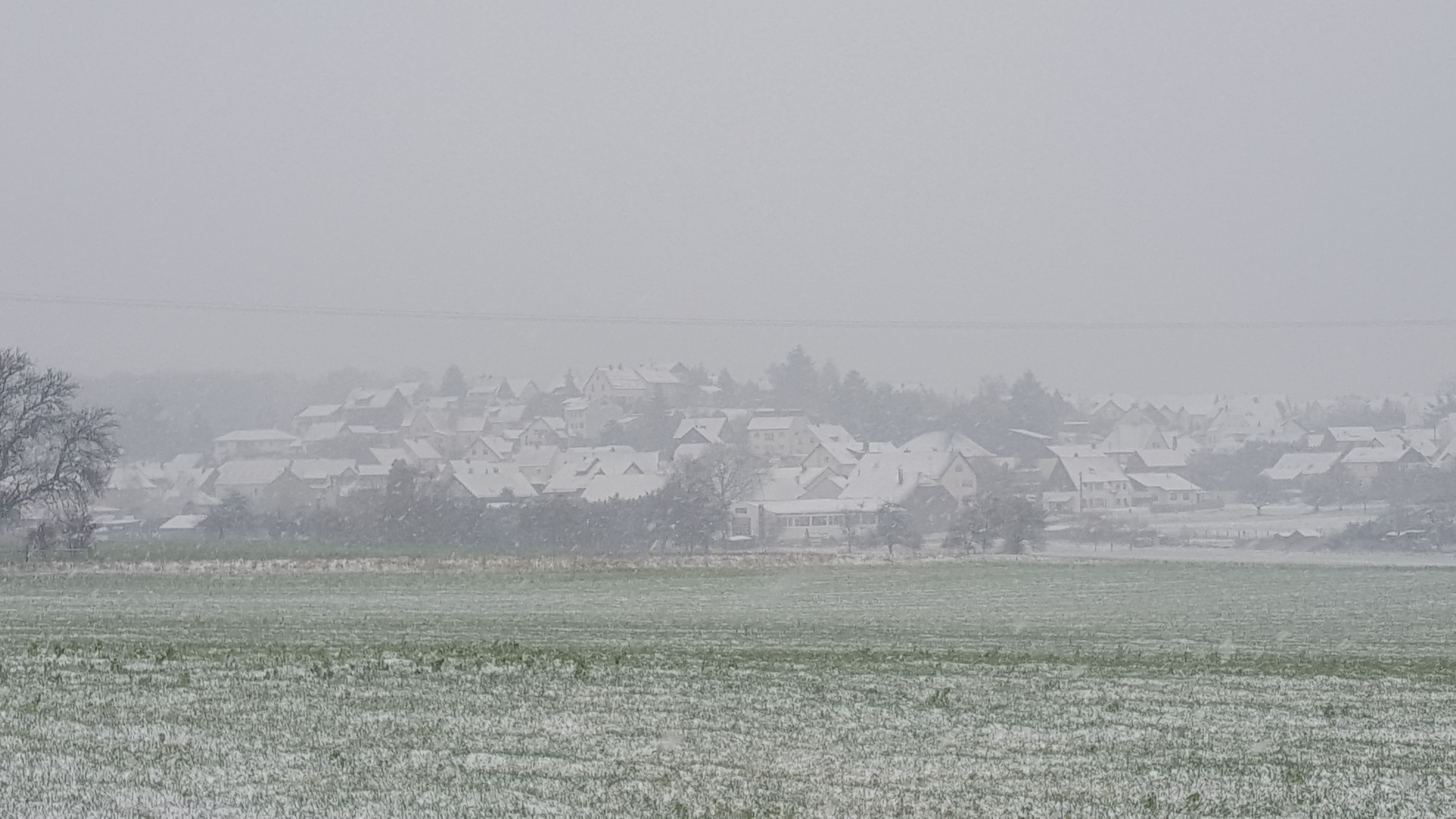
Miesenbach, Nordrand des Siedlungsgebiets bei miesem Wetter, Dezember 2017

Miesenbach ist der kleinere von zwei Stadtteilen der Stadt Ramstein-Miesenbach im Landkreis Kaiserslautern in Rheinland-Pfalz.

## Geographie
Das Dorf liegt am Rande des Biosphärenreservats Pfälzerwald. Die Gemeinde wird vom Miesenbach, einem Zufluss des Mohrbachs, durchflossen.
Miesenbach liegt im Landstuhler Bruch. Zum Ort selbst gehören die Wohnplätze Dansenbergerhof, Hebenhübelerhof, Langdellerhof, Rundwieserhof und Trifthof.

## Geschichte
Bis 1793 gehörte Miesenbach zur Kurpfalz. Das Kloster Otterberg war im Ort begütert.

Von 1798 bis 1814, als die Pfalz Teil der Französischen Republik (bis 1804) und anschließend Teil des Napoleonischen Kaiserreichs war, war Ramstein in den Kanton Landstuhl eingegliedert. Anschließend wechselte der Ort in das Königreich Bayern. Von 1818 bis 1862 gehörte er dem Landkommissariat Homburg an. Aus diesem ging das Bezirksamt Homburg hervor. Da ein Teil des Bezirksamts – einschließlich Homburg selbst – 1920 dem neu geschaffenen Saargebiet zugeschlagen wurde, wechselte Miesenbach ins Bezirksamt Kaiserslautern und wurde bis 1938 von einer in Landstuhl ansässigen Bezirksamtsaußenstelle verwaltet. 1928 hatte Miesenbach 1366 Einwohner, die in 220 Wohngebäuden lebten. Die Katholiken gehörten seinerzeit zur Pfarrei Ramstein, während die Protestanten zu derjenigen von Steinwenden gehörten. Ab 1938 war der Ort Bestandteil des Landkreises Kaiserslautern. Nach dem Zweiten Weltkrieg wurde Miesenbach innerhalb der französischen Besatzungszone Teil des damals neu gebildeten Landes Rheinland-Pfalz. Im Zuge der ersten rheinland-pfälzischen Verwaltungsreform wurde Miesenbach am 7. Juni 1969 mit der Nachbargemeinde Ramstein zur neuen Ortsgemeinde Ramstein-Miesenbach zusammengelegt.

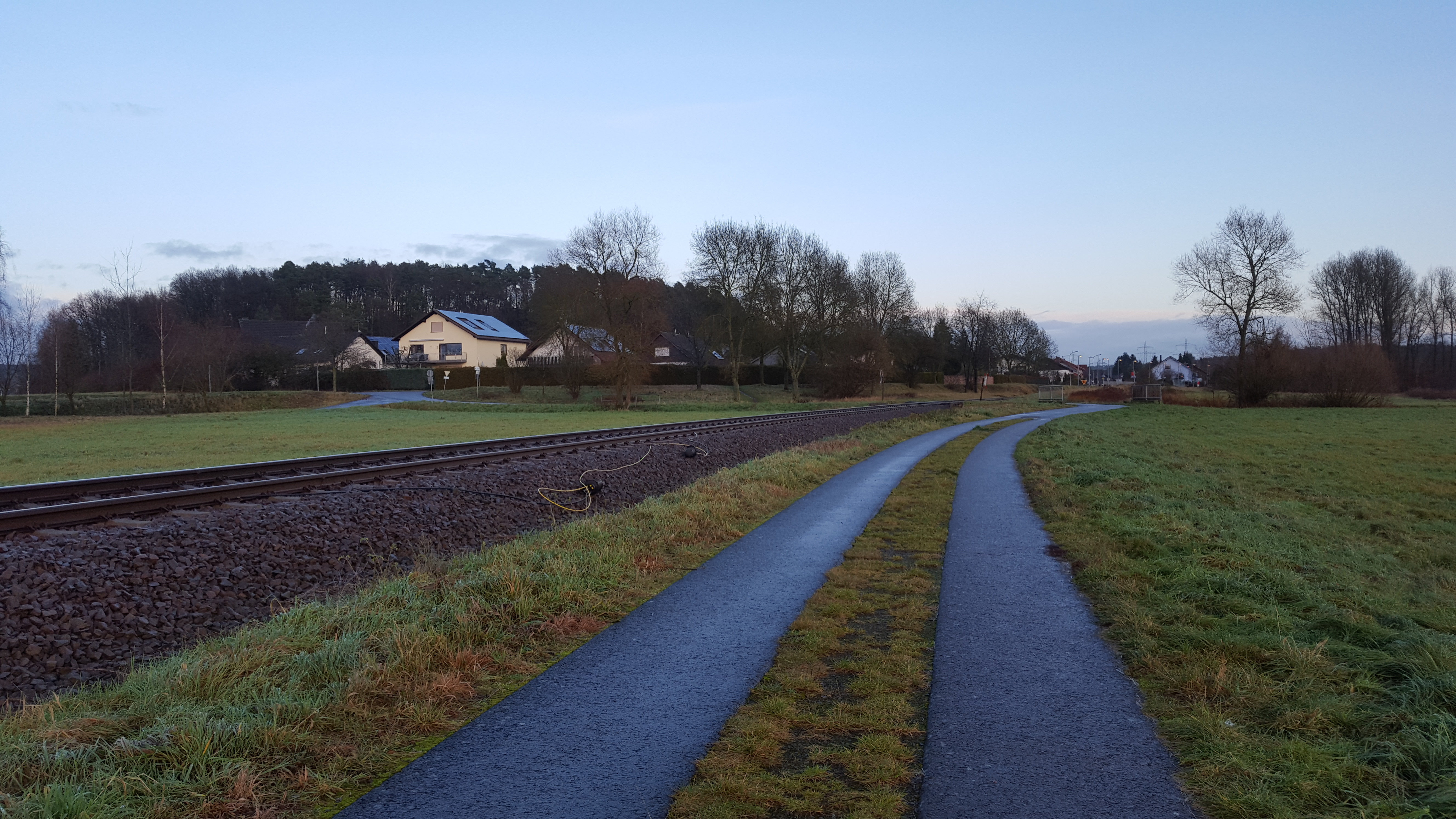
Südwestlichen Rand des Siedlungsgebiets/Bahnhof

## Religion

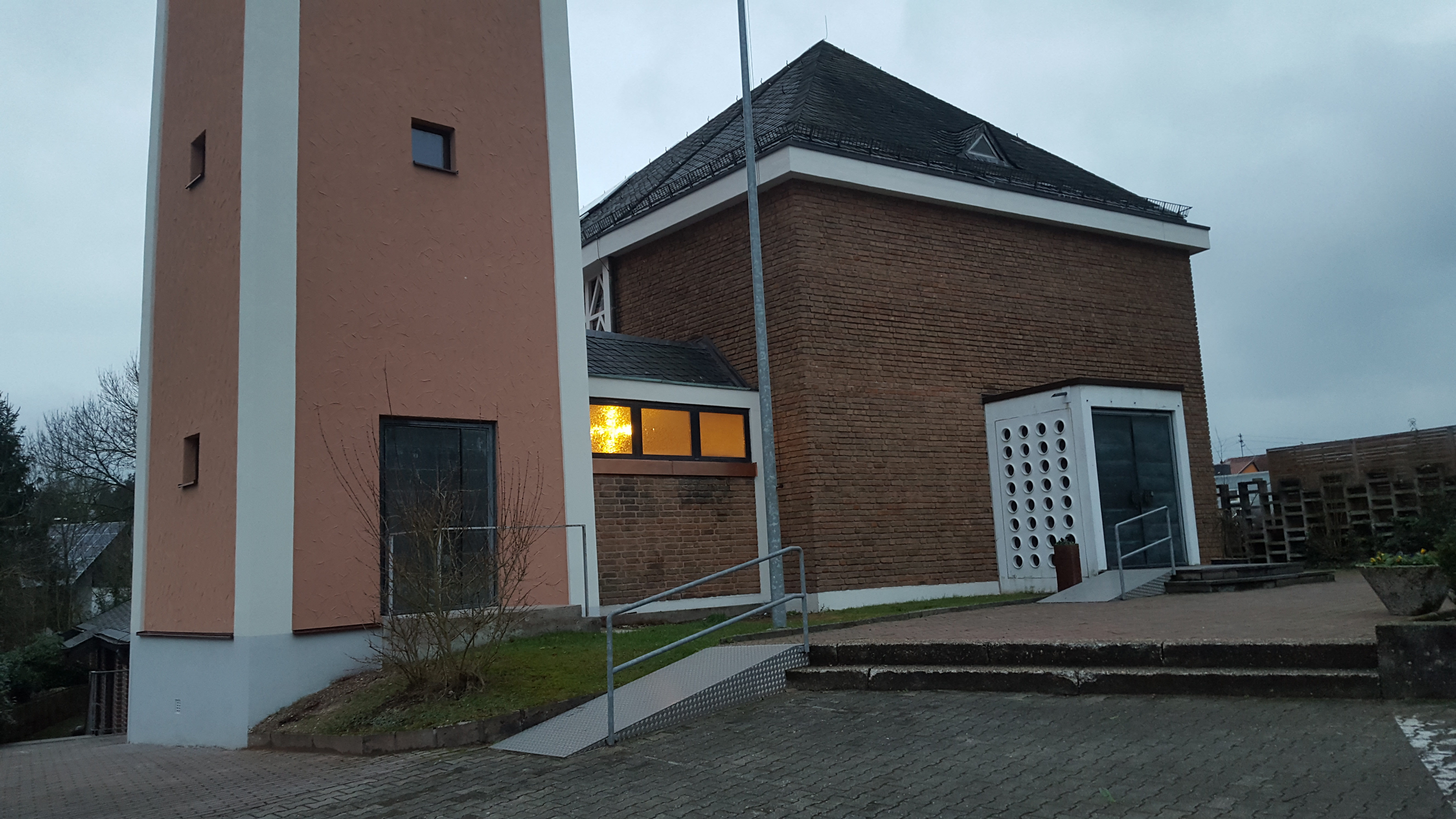
Ev. Kirche

Die Katholiken gehören zum Bistum Speyer, die Evangelischen zur Protestantischen Landeskirche Pfalz.

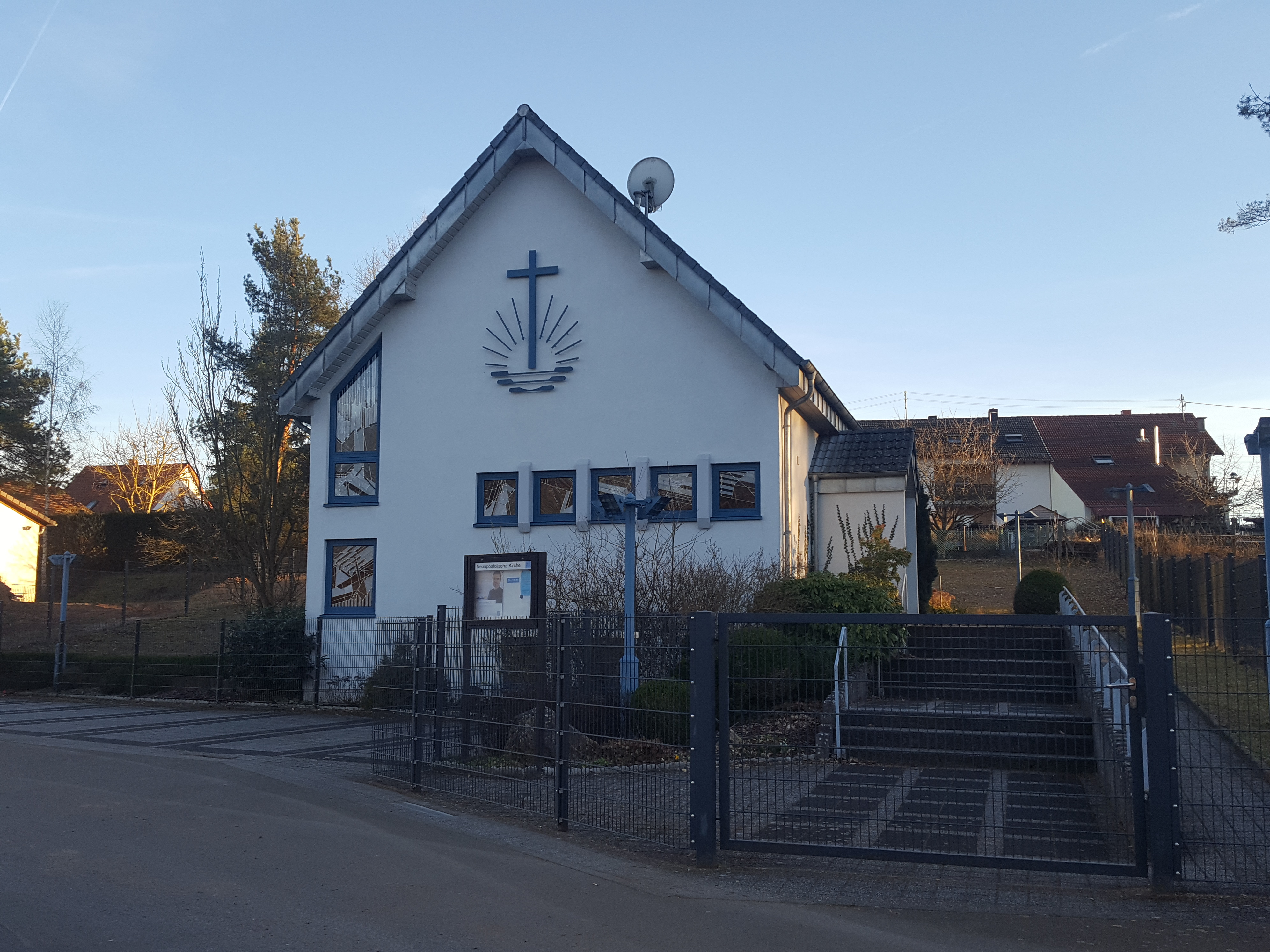
Neuapostolische Kirche (gebaut 1994/1995, bis März 2019)

Die Gemeinde von Ramstein-Miesenbach der Neuapostolischen Kirche wurde am 16. März 2019 aufgelöst und die Kirche entweiht.

## Kultur und Sehenswürdigkeiten
In Miesenbach gibt es drei Kulturdenkmäler
- ein Wohn- und Geschäftshaus, Ende des 19. Jahrhunderts erbaut
- die ehemalige Schule von 1901
- das Kriegerdenkmal für den Ersten Weltkrieg, um 1930 errichtet

## Freizeit und Erholung

### Aktivitäten für Kinder und Jugendliche
In Miesenbach gibt es die Sportvereinigung Miesenbach 1919 e. V. mit den Sparten
- Gymnastik
- Tennis
- Tischtennis
- Volleyball

Miesenbach hat einige Spielplätze für Kinder bis 12 Jahre
- Seewoog-Spielplatz (jährlich Seewoogfest)
- Großer Spielplatz Weiherstraße (seit 2016 jährlich Familienfest)
- Kleiner Spielplatz zwischen Schubertstraße und Mozartstraße
- Mini-Spielplatz am Silcherweg
- Geister-Spielplatz war bis Sommer 2019 an der Kath. Kirche/Hangweg. Der Spielplatz wurde abgebaut.

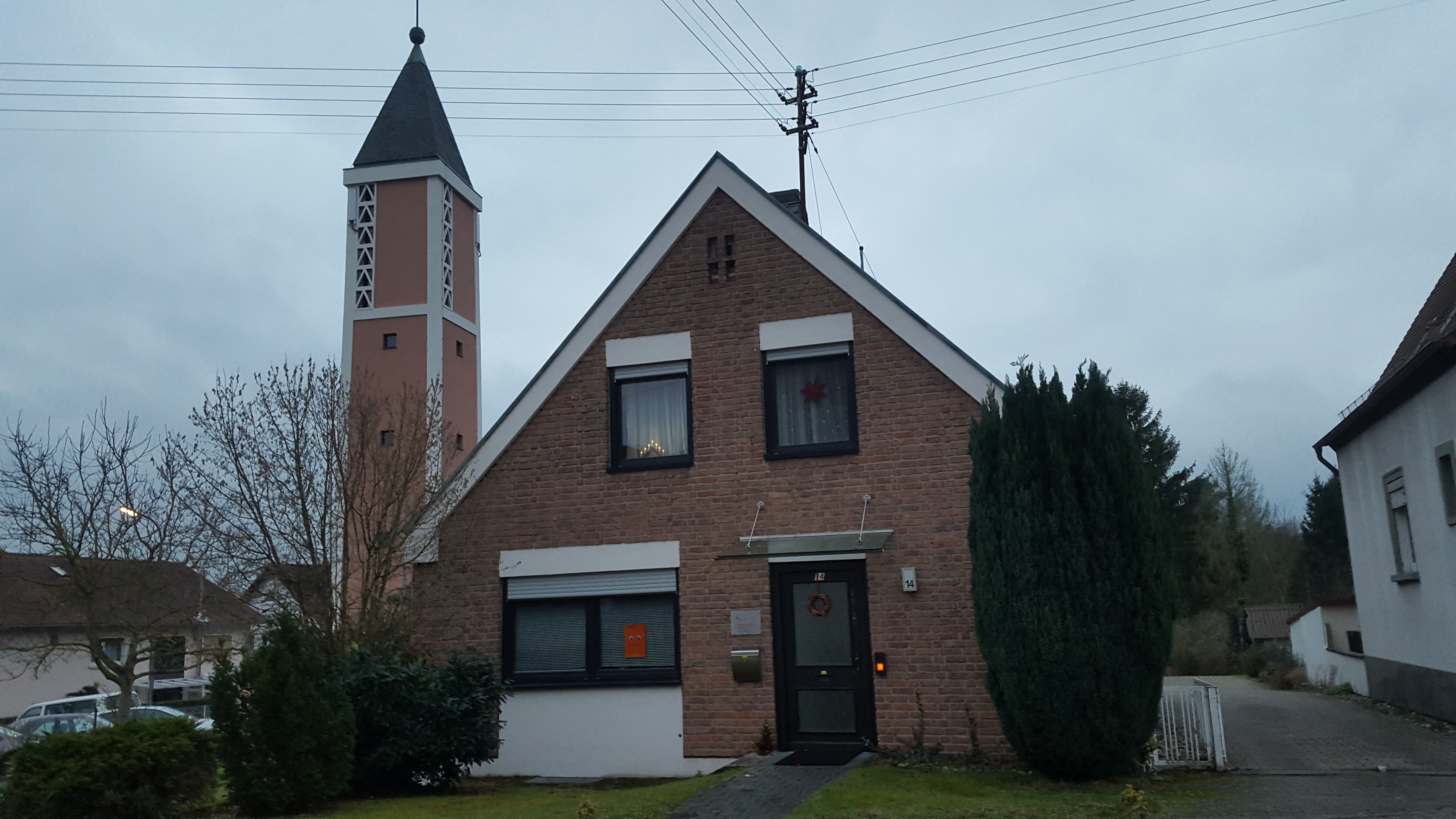
Ev. Glockenturm Pfarrhaus

### Naherholungsgebiet Seewoog
Der Woog wurde bereits 1847 in einer Karte ausgewiesen. Er ist der einzige noch verbliebene Miesenbacher Weiher, nachdem der Neuwoog 1932 eingeebnet wurde. Die Quellen des Seewoogs sind schon lange versiegt. Er wurde 1934 ausgebaggert und verbreitert. Der Ausbau des eineinhalb Hektar großen Geländes zum Naherholungsgebiet erfolgte 1971. Mehrere Wander- und Radwege erschließen den Seewoog. Das Fischen und Schwimmen ist verboten.

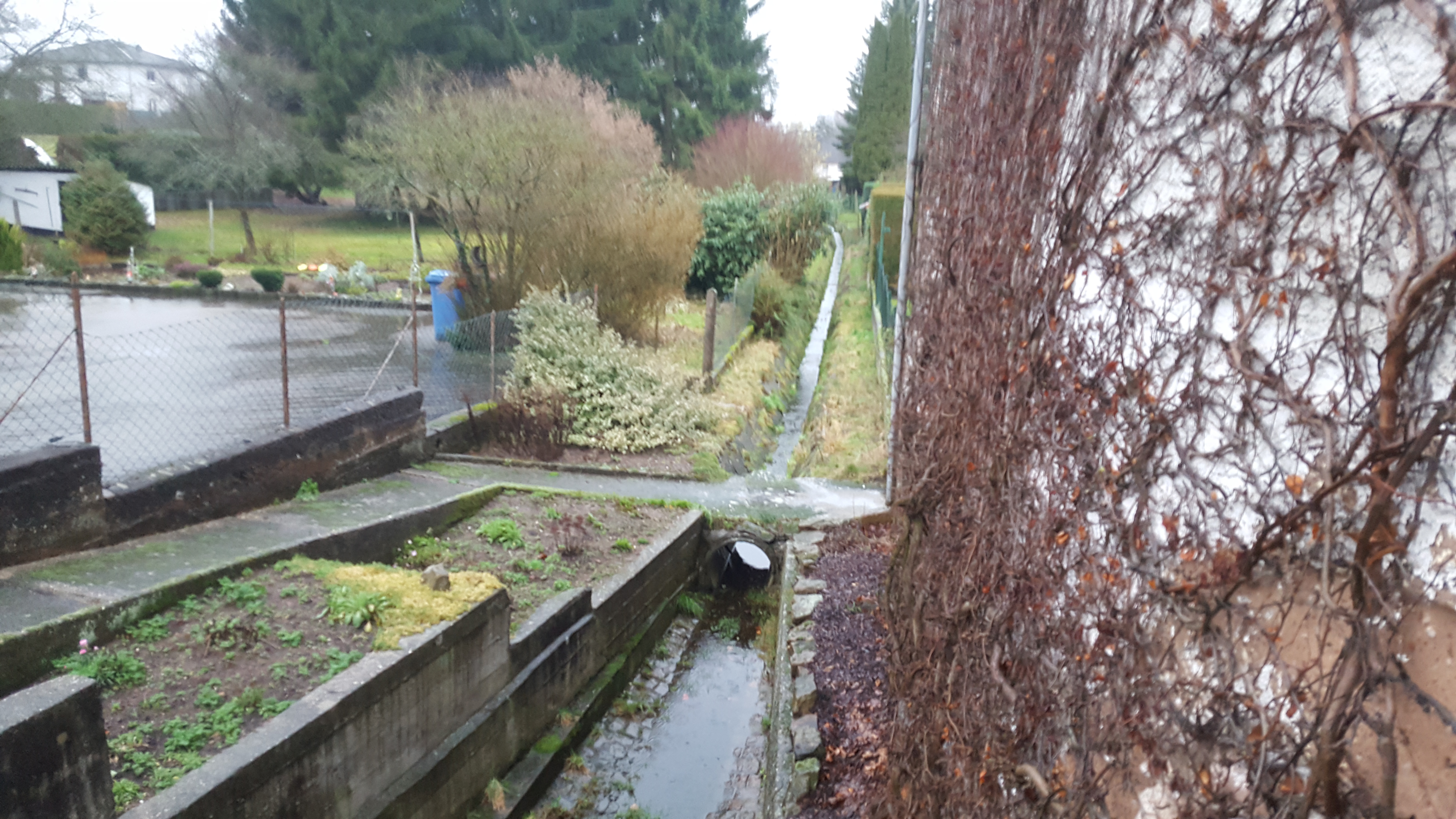
Überlaufbach Seewoog (Jan/2018)

Der Woog hat außerdem einen Überlaufbach, der ca. 1,8 km lang ist. Dieser Bach fließt Richtung Westen in den Kleinen Mohrbach, der dann in die Mohrbach fließt.

### Radwege durch Miesenbach
- Barbarossa-Radweg ganz bis Worms – Strecke 88 km; Dauer ca. 7 Stunden; Ausgangspunkt ist Glan-Münchweiler
- Barbarossa-Radweg kurz bis Kaiserslautern – Strecke 24,7 km; Dauer ca. 2½ Stunden; Ausgangspunkt ist Glan-Münchweiler
- Barbarossa-Radweg halb bis Enkenbach-Alsenborn – Strecke 41,1 km; Dauer ca. 3½ Stunden; Ausgangspunkt ist Glan-Münchweiler
- Große Westpfälzer Familien-Radtour – Strecke 49,7 km; Dauer ca. 6 Stunden; Ausgangspunkt ist Glan-Münchweiler
- Kleine Westpfälzer Familien-Radtour – Strecke 36,7 km; Dauer ca. 3½ Stunden; Ausgangspunkt ist Glan-Münchweiler
- von Otterbach rund um den Reichswald und die US Airbase Ramstein – Strecke 47,4 km; Dauer ca. 4 Stunden; Ausgangspunkt ist Otterbach
- Rundtour Kaiserslautern – Sickingenstadt Landstuhl und zurück – Strecke 54,9 km; Dauer ca. 4 Stunden; Ausgangspunkt ist Kaiserslautern
- Im Mohrbachtal – Strecke 35,7 km; Dauer ca. 2½ Stunden; Ausgangspunkt ist Landstuhl
- Air Base Ramstein Round – Strecke 35,9 km; Dauer ca. 2½ Stunden; Ausgangspunkt ist Landstuhl
- Lautertal – Moorbachtal – Glan-Blies – Strecke 77,3 km; Dauer ca. 5½ Stunden; Ausgangspunkt ist Olsbrücken
- Pfälzer Buckeltour – Strecke 81,7 km; Dauer ca. 6½ Stunden; Ausgangspunkt ist Kaiserslautern
- Rundweg der Verbandsgemeinde Ramstein-Miesenbach – Strecke 38,4 km; Dauer ca. 3½ Stunden; Ausgangspunkt Bahnhof Ramstein

## Verkehr
Der Öffentliche Personennahverkehr ist in den Verkehrsverbund Rhein-Neckar integriert.

### Schiene
Seit Dezember 2006 besitzt Miesenbach einen Haltepunkt an der Bahnstrecke Landstuhl–Kusel (KBS 671). Er befindet sich am südwestlichen Rand des Siedlungsgebiets und wird von folgender Linie bedient:
| Linie | Strecke                                                                                     | Taktfrequenz  |
| ----- | ------------------------------------------------------------------------------------------- | ------------- |
| RB 67 | Kaiserslautern – Landstuhl – Ramstein – Miesenbach – Glan-Münchweiler – Altenglan – Kusel   | Stundentakt   |
| RB 12 | Kusel – Altenglan – Glan-Münchweiler – Miesenbach – Kaiserslautern – Alsenz – Bad Kreuznach | zwei Zugpaare |

### Straße
Die Gemeinde liegt an der Landesstraße 366, durch den Ort führt die Kreisstraße 79. Nächster Anschluss an die Bundesautobahn 6 (Saarbrücken–Waidhaus) ist die Anschlussstelle: Ramstein-Miesenbach, an die Bundesautobahn 62 (Dreieck Nonnweiler – Pirmasens) die Anschlussstelle: Hütschenhausen.

## Der Miesenbach

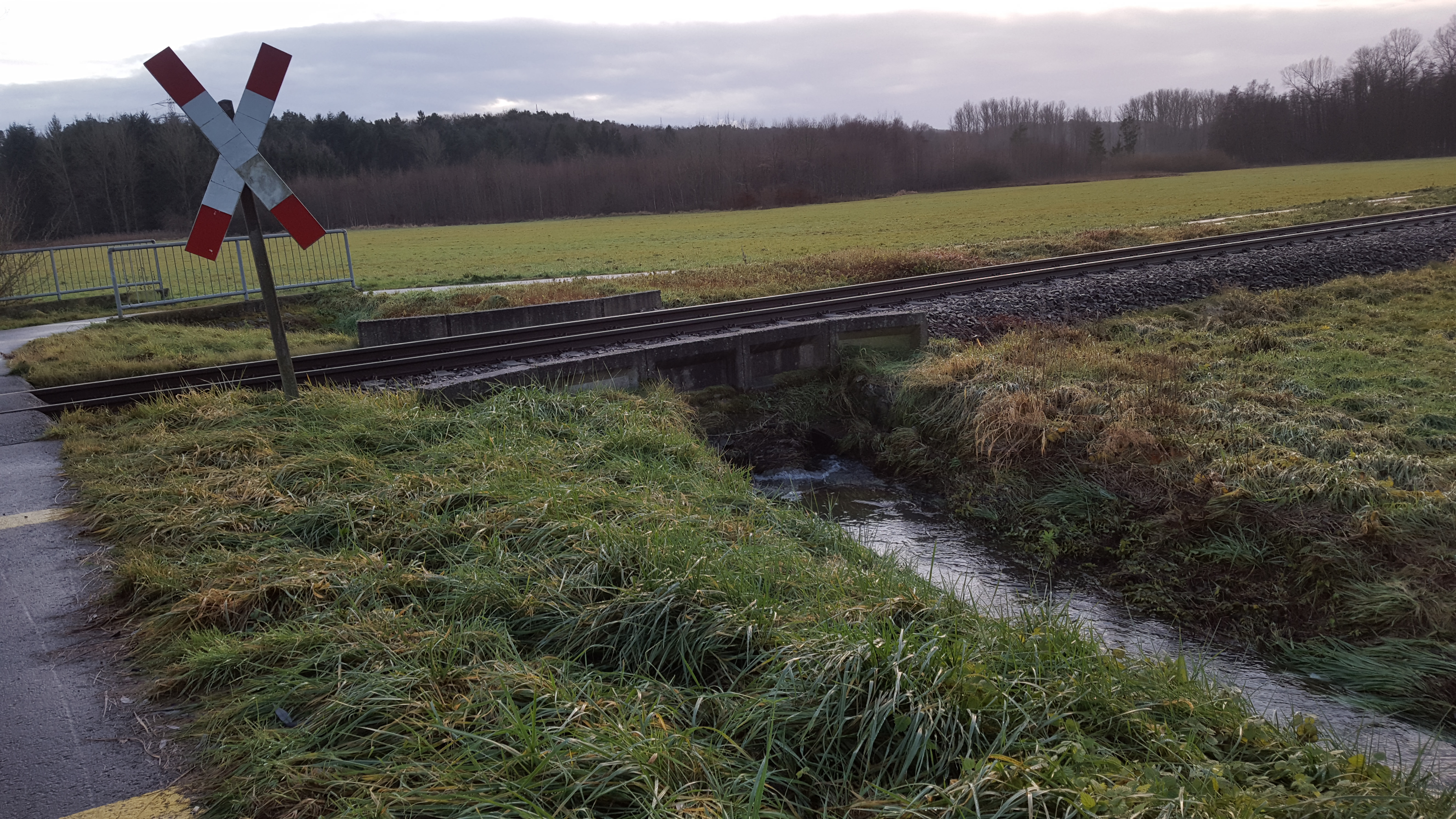
Der Miesenbach/Bahnstrecke (Dez/2017)

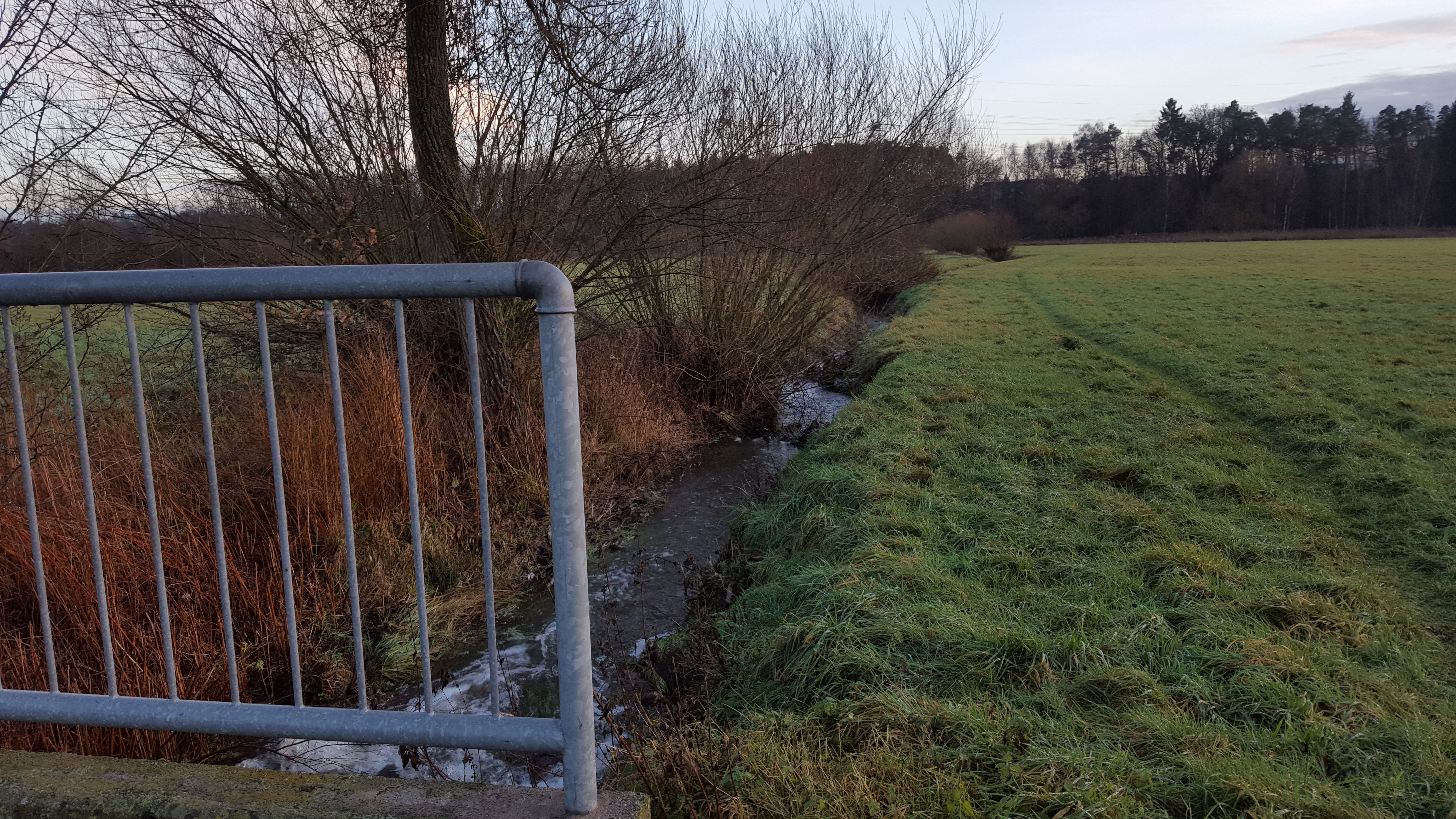
Verlauf Richtung Süden (Dez/2017)

Der Miesenbach entspringt wenig westlich des 362 m ü. NHN hohen Waldhügels Hebelhübel, auf dem (unter anderen) die Gebiete der Gemeinde Kottweiler-Schwanden und der Stadt Ramstein-Miesenbach sich berühren, im Osten von Schwanden und im Nordwesten des zu Ramstein-Miesenbach gehörenden Hebenhübelerhofs. Er fließt von dort in Richtung Südsüdosten auf den Stadtteil Miesenbach zu und wechselt dabei an einem Teich aufs Stadtgebiet über. Hierbei tritt er aus dem Wald in eine anfangs enge Flurschneise aus.
Wo der begleitende Wald nahe dem Rundwieserhof endet, wird er von einem etwas kürzeren linken Oberlauf mit etwa südlichem Lauf verstärkt, der am Jakobsbrunnen entsteht, den Hebenhübelerhof passiert und eine Teichkette durchfließt. Dort kehrt sich der Miesenbach auf mehr und mehr südwestlichen Kurs. Den Nordzipfel des Ortes Miesenbach, der sich entlang der Straße nach Kottweiler zieht, durchquert der Bach verdolt.
Auf der anderen Seite fließt er dann wieder offen neben der sich nirgends sehr weit vom Ortsrand entfernenden, nach Steinwenden führenden Landesstraße 366 und der Feldflur zu Rechten. Nach ca. 800 Metern knickt er um die südwestliche Siedlungsspitze Miesenbachs herum nach Südsüdosten ab, hierbei unterquert er die Landesstraße und die Bahnstrecke Landstuhl-Kusel. Nach seinen letzten ca. 150 Metern, auf der er Stadtgrenze zu Steinwenden ist, mündet er in den westwärts laufenden Mohrbach.
Der etwa 3,0 km lange Miesenbach mündet etwa 118 Höhenmeter unter seinem Ursprung, sein mittleres Sohlgefälle liegt bei etwa 31 ‰, sein Einzugsgebiet umfasst 4,9 km². Sommers versiegt oft der Durchfluss im Miesenbach.